# フェルビナク
フェルビナク(Felbinac)とは、抗炎症、鎮痛作用を持ったフェニル酢酸系の非ステロイド性抗炎症薬である。
皮膚から痛む患部に浸透し、酵素の1つシクロオキシゲナーゼに直接働きかけることで、炎症を引き起こすプロスタグランジンという物質の生合成を抑制する作用がある。肩・腰・関節痛などの炎症と痛みを抑える効果がある。
CAS登録番号は [5728-52-9]。
- 化学名：4-Biphenylylacetic acid
- 分子式：C14H12O2
- 分子量：212.24
- 融点 ：163〜166℃